# غابرييل سادوفسكي
غابرييل سادوفسكي (بالألمانية: Gabriele Sadowski)‏ هي كيميائية ألمانية، ولدت في 18 فبراير 1964 في كلاينماخنوف ‏ في ألمانيا.